# Чемпіонат України з гандболу серед жінок 2020—2021
Чемпіонат України з гандболу серед жінок (жіноча Суперліга) 2020/2021 — двадцять дев'ятий чемпіонат України.

## Учасники та терміни проведення
У чемпіонаті брали участь 6 команд. Розпочався чемпіонат 18 вересня 2020 року, завершився 16 травня 2021 року. 
- «Галичанка» (Львів)
- «Дніпрянка» (Херсон)
- «Карпати» (Ужгород)
- «Реал» (Миколаїв)
- Збірна команда Києва «Спартак-Київ» (Київ)
- «ТНУ-ДЮСШ 21» (Київ)

Згідно з регламентом і календаремУ першому етапі чемпіонату провели 10 турів, кожна команда провела зі всіма суперниками 20 матчів (по два в кожному турі).
На другому етапі чемпіонату команди були розподілені на дві групи за результатами ігор попереднього етапу. До групи «А» увійшли команди, що посіли 1—3 місця після попереднього етапу. До групи «Б» — команди, що посіли 4—6 місця. Тривав фінальний етап чемпіонату 3 тури по дві гри в турі, на майданчику кожної з команд із збереженням очок, набраних на попередньому етапі.
Плей-оф. Після завершення першого та другого етапів різниця набраних очок команд, що зайняли 1 та 2 місця становила більше 7, тому серія ігор плей-оф до двох перемог не проводилась. Згідно з регламентом, між командами, що посіли третє й четверте місце, мала проводитись серія ігор до двох перемог для визначення бронзового призера сезону, але 27 квітня 2021 р. в ході онлайн-наради Комітету з проведення змагань та представників клубів вирішили скоротити другий етап у групі «Б» до одного з'їздного туру в м. Херсон 14—16 травня 2021 р. без проведення серії ігор за «бронзу» чемпіонату. У групі «А» було проведено три з'їздних тури: 7—9 квітня у м. Миколаїв, 28—30 квітня у м. Ужгород та 14—16 травня у м. Львів.
У першій грі п'ятого туру було встановлено рекорд України. У матчі між ужгородськими «Карпатами» та Збірною командою Києва ліва крайня команди «Карпати» Яна Готра закинула у ворота суперниць 23 м'ячі.
```
Призерами чемпіонату стали:
```

- «Галичанка» (Львів) — 24 перемоги, 1 нічия та 1 поразка у 26 матчах;
- «Карпати» (Ужгород) — 14 перемог, 2 нічиї та 10 поразок у 26 матчах;
- «Реал» (Миколаїв) —  13 перемог, 3 нічиї та 10 поразок у 26 матчах.

## Турнірна таблиця. Суперліга

### Попередній етап
| № | Команда                                  | І  | В  | Н | П  | М       | О  |
| - | ---------------------------------------- | -- | -- | - | -- | ------- | -- |
| 1 | «Галичанка» Львів                        | 20 | 19 | 0 | 1  | 713:356 | 38 |
| 2 | «Карпати» Ужгород                        | 20 | 13 | 1 | 6  | 629:533 | 27 |
| 3 | «Реал» Миколаїв                          | 20 | 12 | 1 | 7  | 561:513 | 25 |
| 4 | «Дніпрянка» Херсон                       | 20 | 11 | 0 | 9  | 602:558 | 22 |
| 5 | Збірна команда Києва «Спартак-Київ» Київ | 20 | 3  | 1 | 16 | 412:631 | 7  |
| 6 | ТНУ-ДЮСШ 21 Київ                         | 20 | 0  | 1 | 19 | 398:724 | 1  |

Після зіграного першого етапу чемпіонату.

### Фінальний етап

#### Група «А»
| № | Команда           | І  | В  | Н | П  | М       | О  |
| - | ----------------- | -- | -- | - | -- | ------- | -- |
|   | «Галичанка» Львів | 26 | 24 | 1 | 1  | 899:501 | 49 |
|   | «Карпати» Ужгород | 26 | 14 | 2 | 10 | 794:720 | 30 |
|   | «Реал» Миколаїв   | 26 | 13 | 3 | 10 | 716:687 | 29 |

#### Група «Б»
| № | Команда                                  | І  | В  | Н | П  | М       | О  |
| - | ---------------------------------------- | -- | -- | - | -- | ------- | -- |
| 4 | «Дніпрянка» Херсон                       | 22 | 13 | 0 | 9  | 684:594 | 26 |
| 5 | Збірна команда Києва «Спартак-Київ» Київ | 22 | 4  | 1 | 17 | 457:688 | 9  |
| 6 | ТНУ-ДЮСШ 21 Київ                         | 22 | 0  | 1 | 21 | 429:789 | 1  |

## Найкращі бомбардири

### Туру
| Тур   | Гравець              | Клуб                                     | Голи |
| ----- | -------------------- | ---------------------------------------- | ---- |
| 1     | Світлана Аксьонова   | «Реал» Миколаїв                          | 21   |
| 2     | Анна Дябло           | «Дніпрянка» Херсон                       | 13   |
| 3     | Анна Дябло           | «Дніпрянка» Херсон                       | 16   |
| 4     | Анна Дябло           | «Дніпрянка» Херсон                       | 19   |
| 4     | Яна Готра            | «Карпати» Ужгород                        | 19   |
| 5     | Яна Готра            | «Карпати» Ужгород                        | 42   |
| 6     | Анна Дябло           | «Дніпрянка» Херсон                       | 23   |
| 7     | Яна Готра            | «Карпати» Ужгород                        | 18   |
| 8     | Анна Дябло           | «Дніпрянка» Херсон                       | 23   |
| 9     | Яна Готра            | «Карпати» Ужгород                        | 15   |
| 10    | Мирослава Бородай    | Збірна команда Києва «Спартак-Київ» Київ | 17   |
| 10    | Анна Дябло           | «Дніпрянка» Херсон                       | 17   |
| 10    | Яна Готра            | «Карпати» Ужгород                        | 17   |
| 11«А» | Мар'яна Маркевич     | «Галичанка» Львів                        | 16   |
| 12«А» | Яна Готра            | «Карпати» Ужгород                        | 17   |
| 13«А» | Олександра Фурманець | «Галичанка» Львів                        | 11   |
| 13«А» | Анастасія Полєтаєва  | «Карпати» Ужгород                        | 11   |
| 13«Б» | Анна Дябло           | «Дніпрянка» Херсон                       | 18   |

### Чемпіонату[5]
| Місце | Гравець             | Клуб               | Голи |
| ----- | ------------------- | ------------------ | ---- |
| 1     | Анна Дябло          | «Дніпрянка» Херсон | 187  |
| 2     | Яна Готра           | «Карпати» Ужгород  | 183  |
| 3     | Каріна Колодюк      | «Карпати» Ужгород  | 139  |
| 4     | Каріна Байрак       | «Карпати» Ужгород  | 133  |
| 5     | Діана Дмитришин     | «Галичанка» Львів  | 104  |
| 6     | Владислава Слободян | «Реал» Миколаїв    | 102  |
| 7     | Юлія Головко        | «Галичанка» Львів  | 98   |
| 8     | Анастасія Полєтаєва | «Карпати» Ужгород  | 93   |
| 9     | Тетяна Поляк        | «Галичанка» Львів  | 85   |
| 10    | Світлана Аксьонова  | «Реал» Миколаїв    | 82   |
| 10    | Анастасія Калигіна  | «Дніпрянка» Херсон | 82   |